# Iglesia abacial de Saint-Yved de Braine
La iglesia abacial de Saint-Yved (en francés: abbatiale Saint-Yved) es una iglesia de Braine, necrópolis de los condes de Dreux. Fue dedicada a san Yved cuyas reliquias fueron llevadas a  Braine (Braisne) en el siglo IX. Primitivamente un capítulo de cánones seculares, la abadía de Braine fue entregada a la Orden de Canónigos Premonstratenses por el obispo de Soissons en 1130.
Braine, antigua tierra llena de historia en la encrucijada de una antigua calzada romana, fue muy pronto la residencia de placer de los primeros reyes merovingios y carolingios. De la herencia en herencia, terminó siendo propiedad de los condes de Dreux, la rama más joven de los Capetos. Este último fortifica el castillo de la Folie  que en la Primera Guerra Mundial se convirteióen ruinas. Del castillo inferior, que ahora ha desaparecido, solo quedan las pilastras de entrada y las bodegas. De la Edad Media también se conserva  una casa de entramado de madera, así como la iglesia abacial de Saint-Yved.
Esta iglesia fue objeto de una clasificación en el título de los monumentos históricos por la primera lista de 1840.

## Historia

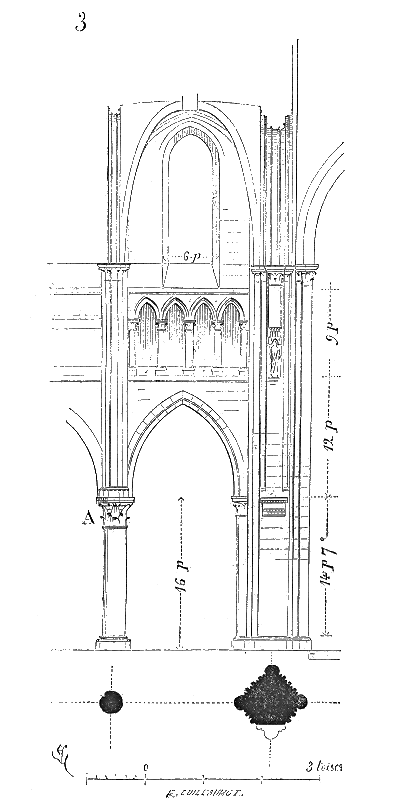
Un tramo de la nave de la iglesia de Saint-Yved y Notre-Dame

Esta iglesia abacial fue construida a petición de Agnès de Baudement, esposa de Roberto I de Dreux, según planos de André de Baudement. Se distingue por el tímpano del portal central, que se ha podido conservar. Ha sido reconstruido en el reverso de la fachada actual. Privada hoy de sus cuatro últimos tramos, la nave de triple elevación se une al transepto por un notable cimborrio que se eleva hasta los 33 m.  La planta del ábside presenta una disposición excelente y rara. Las esculturas del portal están en parte depositadas en el museo de Soissons.
La abacial era la necrópolis principesca de los condes capetos de Dreux y fue el depósito de las reliquias de  san Yved y san Victricio desde el siglo IX hasta la Revolución Francesa. El traslado de las reliquias a la catedral de Rouen tuvo lugar en el siglo XIX.
La iglesia de San Yved y Notre Dame albergaba antes de la Revolución, magníficas tumbas cubiertas con losas en cobre esmaltado, cuyos dibujos están ahora en la colección Gaignères de la Biblioteca Bodleiana de Oxford.
La abadía, que sufrió enormemente a partir de la Revolución, fue demolida gradualmente.

... pocos edificios indican mejor que lo hace la Iglesia de San Yved el sistema simétrico utilizado por estos maestros de la arquitectura de finales del XII.
… peu d'édifices indiquent mieux que ne le fait l'église de Saint-Yved de Braisne le système symétrique employé par ces maîtres de l'architecture de la fin du XIIe…
Dictionnaire raisonné de l'architecture

## Personalidades enterradas en la abadía
- Roberto de Francia, conde de Dreux († 1188) y Agnès de Baudement († 1204), su esposa.
- Roberto II de Dreux († 1218) y Yolande de Coucy († 1222), su esposa.
- Pedro I de Bretaña († 1250), duque de Bretaña.
- Roberto III de Dreux († 1234).
- Roberto IV de Dreux († 1282).
- Corazón de Juan I de Dreux († 1249) y de Maria de Borbón-Dampierre († 1274),  su esposa.
- Robertode Dreux, vicomte de Beu y de Châteaudun († 1264) y Clémence de Châteaudun († 1259),  su esposa.
- Amé II de Sarrebruck-Commercy
- Roberto II de Sarrebruck-Commercy
- Guillemette de Sarrebruck, condesa de Braine, dama de Montagu, esposa de Robert III de La Marck de Bouillon
- Françoise de Brézé (1518-1574), hija de Diana de Poitiers, condesa de Maulévrier, baronesa de Mauny y de Sérignan. Esposa.de Robert IV de La Marck, llamado le Seigneur de Florange, duque de Bouillon, príncipe de Sedan, conde de Braine y de Maulévrier, muerto envenenado en 1556 por orden del emperador Carlos Quinto